# Pape Souaré
Pape Ndiaye Souaré (Mbao, 6 juni 1990) is een Senegalees voetballer die doorgaans als linksback speelt. Hij tekende in februari 2015 een contract voor 3,5 jaar bij Crystal Palace, dat hem overnam van Lille OSC. Souré debuteerde in 2012 in het Senegalees voetbalelftal.

## Clubcarrière
Souaré komt uit de jeugdcademie van Diambars, waar ook onder meer Kara Mbodj en Idrissa Gueye vandaan komen. Hij speelde aanvankelijk wedstrijden voor het reservenelftal van Lille OSC, dat in de Championnat de France amateur uitkomt. Tijdens het seizoen 2012/13 werd hij uitgeleend aan Stade Reims, waar hij 23 competitiewedstrijden speelde. In juli 2013 keerde hij terug bij Lille OSC om de leemte op te vullen op de linksachterpositie na het vertrek van Lucas Digne naar Paris Saint-Germain.
Souaré tekende in februari 2015 een contract voor 3,5 jaar bij Crystal Palace, dat hem overnam van Lille. Hij speelde in zijn eerste twee seizoenen ruim veertig wedstrijden voor de Engelse club in de Premier League. Souaré brak in september 2016 zijn kaak- en dijbeen bij een auto-ongeluk. Het kostte hem bijna een jaar om daarvan te herstellen.

## Interlandcarrière
Souaré debuteerde in 2012 in het Senegalees voetbalelftal. Hij nam met zijn land deel aan de Olympische Spelen 2012 en het Afrikaans kampioenschap 2015.
1 Henderson ·
2 Ward  ·
3 Mitchell ·
4 Holding ·
5 Lacroix ·
6 Guéhi ·
7 Sarr ·
8 Lerma ·
9 Nketiah ·
10 Eze ·
11 França ·
12 Muñoz ·
14 Mateta ·
15 Schlupp ·
16 Andersen ·
17 Clyne ·
18 Kamada ·
19 Hughes ·
20 Wharton ·
26 Richards ·
28 Doucouré ·
30 Turner ·
31 Matthews ·
34 Riad ·
Chalobah ·
Moulden ·
Coach: Glasner